# La casa dei miei ricordi
La Casa Dei Miei Ricordi è un film tv statunitense del 2018 diretto da Roger Spottiswoode e tratto dal romanzo del 2002 Nel Nido Delle Tartarughe di Mary Alice Monroe.

## Trama
Il film racconta di Cara Rudland, una pubblicista che dopo aver perso il lavoro a Chicago decide di tornare nella sua città natale in una piccola isola della Carolina del Sud, per trascorrere un po’ di tempo con la madre. Quando scopre che la donna, che non vede da molto tempo, ha un cancro allo stadio terminale, decide di passare con lei tutta l’estate per ristabilire un dialogo e ricostruire il loro rapporto, rimettendo in discussione tutta la sua vita.